# Gastropacha eberti
Gastropacha eberti is een vlinder uit de familie van de spinners (Lasiocampidae). De wetenschappelijke naam van de soort is voor het eerst geldig gepubliceerd in 1967 door De Lajonquière.